# Trine Rein
Trine Rein, född 7 november 1970, är en amerikansk-norsk sångare. Hon är gift med äventyraren och författaren Lars Monsen.

## Diskografi

### Studioalbum
- Finders, Keepers (1993) #1 i Norge
- Beneath My Skin (1996) #1 i Norge
- To Find The Truth (1998) #22 i Norge
- Seeds of Joy (20 september 2010) #19 i Norge
- The Well (27 januari 2017)

### Samlingsalbum
- The Very Best of Trine Rein (2004)

### Singlar
- "Just Missed The Train" (1993) #4 i Norge
- "Stay With Me Baby" (1994)
- "Torn" (1996) #10 i Norge
- "Do You Really Wanna Leave Me This Way" (1996)
- "The State I'm In" (1996)
- "Never Far Away" (1996)
- "World Without You" (1998)
- "Stars And Angels" (1998)
- "I Found Love" (2010)
- "Når klokkene slår" (2011)
- "If You're Next to Me" (2012)
- "Closer" (2014)
- "Den første julenatt" (2015)
- "Don't Say It's Over" (2016)
- "Hello It's Me" (2016)
- "Julegaven" (2017)
- "Where Do We go?" (med Ole Børud) (2019)